# Málta a 2010. évi nyári ifjúsági olimpiai játékokon
Málta a Szingapúrban megrendezett 2010. évi nyári ifjúsági olimpiai játékok egyik részt vevő nemzete volt.

## Érmesek
- Az alábbi táblázatban dőlt betűvel vannak feltüntetve azok az érmesek, akik nemzetek vegyes csapatának tagjaként szerezték az adott érmet.

| Érem  | Versenyző      | Sportág   | Versenyszám   | Dátum         |
| ----- | -------------- | --------- | ------------- | ------------- |
| Ezüst | Jeremy Saywell | Cselgáncs | Vegyes csapat | augusztus 22. |

## Atlétika
Lány
| Tamara Vella     | 100 m     | 13.11 | 22. qD | 13.16 | 22. |
| Marija Sciberras | 100 m gát | 14.82 | 15. qC | 14.69 | 14. |

## Cselgáncs
Fiú
| Versenyző      | Versenyszám | Selejtező         | Negyeddöntő                         | Elődöntő          | Vigaszág negyeddöntő     | Vigaszág elődöntő | Bronzmérkőzés     | Döntő             | Helyezés |
| Versenyző      | Versenyszám | Ellenfél Eredmény | Ellenfél Eredmény                   | Ellenfél Eredmény | Ellenfél Eredmény        | Ellenfél Eredmény | Ellenfél Eredmény | Ellenfél Eredmény | Helyezés |
| -------------- | ----------- | ----------------- | ----------------------------------- | ----------------- | ------------------------ | ----------------- | ----------------- | ----------------- | -------- |
| Jeremy Saywell | 66 kg       | BYE               | Kestutis Vitkauskas (LTU) · 000-100 |                   | Phuc Cai (DEN) · 000-101 | kiesett           | kiesett           | kiesett           | 13.      |

Csapat
| Csapattagok | Versenyszám   | Selejtező         | Negyeddöntő       | Elődöntő          | Döntő             | Helyezés |
| Csapattagok | Versenyszám   | Ellenfél Eredmény | Ellenfél Eredmény | Ellenfél Eredmény | Ellenfél Eredmény | Helyezés |
| --- | ------------- | ----------------- | ----------------- | ----------------- | ----------------- | -------- |
| Belgrád · Anna Dmitrieva (RUS) · Jeremy Saywell (MLT) · Jennet Geldybayeva (TKM) · Babacar Cisse (SEN) · Haley Baxter (NZL) · Dulguun Otgonbayar (MGL) · Lola Mansour (BEL) · Marius Piepke (GER) | Vegyes csapat |                   | Oszaka 4-4 (3-1)  | Tokió 5-3         | Essen 1-6         |          |

## Úszás
Fiú
| Versenyző   | Versenyszám       | Előfutam | Előfutam | Elődöntő | Elődöntő | Döntő   | Döntő    |
| Versenyző   | Versenyszám       | Idő      | Hely.    | Idő      | Hely.    | Idő     | Helyezés |
| ----------- | ----------------- | -------- | -------- | -------- | -------- | ------- | -------- |
| Mark Sammut | 100 m-es hátúszás | 1:01.80  | 29.      | kiesett  | kiesett  | kiesett | kiesett  |
| Mark Sammut | 200 m-es hátúszás | 2:16.85  | 18.      |          |          | kiesett | kiesett  |

## Fordítás
Ez a szócikk részben vagy egészben  a   Malta at the 2010 Summer Youth Olympics című angol Wikipédia-szócikk fordításán alapul.  Az eredeti cikk szerkesztőit annak laptörténete sorolja fel. Ez a jelzés csupán a megfogalmazás eredetét és a szerzői jogokat jelzi, nem szolgál a cikkben szereplő információk forrásmegjelöléseként.